# 北貝加爾高地
北貝加爾高地是俄羅斯的高地，位於伊爾庫茨克州和布里亞特共和國，處於貝加爾湖以北，山體在前寒武紀和古生代形成，最高點海拔高度2,578米。